# Маріонетка

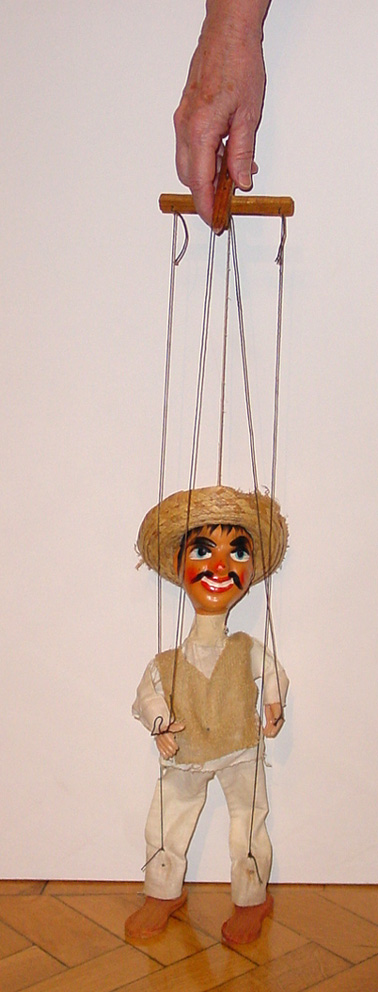
Мексиканська маріонетка

Маріоне́тка (через посередництво французької мови фр. marionnette запозичено з італійської італ. marionnette, яке утворене від пестливої форми Marion до імені Maria — спочатку назва невеликих фігур євангельської діви Марії в середньовічній ляльковій містерії (виставі)):
- В театрі ляльок лялька, яку приводить у рух за допомогою ниток, шнурів актор-ляльковод, схований від глядача. Появу маріонетки прийнято відносити до XVI століття. Лялька, як правило, повністю складається з тканини, але деякі частини роблять і з інших матеріалів. Найчастіше вживаний матеріал - глина. До рук, ніг, тулуба і голови ляльки кріпляться мотузки, що протягуються через отвори так званого «хреста» (у професійній вимові « вага ») за допомогою нахилів якого лялька робить людиноподібні рухи. Інша назва такої ляльки — фантоші.

- переносне значення Людина, держава, уряд, що є слухняним знаряддям у чужих руках.